# 神舟5号
神舟5号（しんしゅう5ごう、中国語: 神舟五号; 拼音: Shénzhōu wǔ hào＜シェンゾウ ウーハォ＞）は、中華人民共和国が打上げた有人宇宙船計画「神舟」のひとつ。同国初の有人軌道飛行に成功した。有人宇宙飛行に自力で成功したのは世界でもソビエト連邦、アメリカ合衆国に次ぐ3番目で、42年ぶりとなる。

## 飛行概要
神舟5号は2003年10月15日9時（中国標準時）、中国空軍の楊利偉（ヤン・リィウェイ）中佐（当時38歳）1人を乗せ、甘粛省・内モンゴル自治区の境の酒泉衛星発射センターから長征2号F型ロケットによって打ち上げられた。高度343kmの円軌道を約21時間（14周回）飛行した後、10月16日6時23分（同）に同国内モンゴル自治区四子王旗の草原地帯に着地した。楊中佐は無事に帰還した。
打ち上げは胡錦濤が共産党総書記に就任した直後であったため、この就任に間に合わせるために周到に計画されたようである。一部で、世界には打ち上げは事前に知らされなかったという主張がなされた。しかしながら、実際に周知されていなかったソ連のボストークと違い、神舟5号の打ち上げは事前に周知されていたことから、この主張は的を射ていないと言える。それと同時に、このロケットに対する中国の自信が見て取れる。
神舟5号の打ち上げでは、ペイロードの余裕を生かして、赤外線カメラなどの光学式偵察装置を搭載していたことが明らかとなった。装置は軌道モジュールに装着されており、帰還モジュールが分離した後も軌道上を周回し、偵察衛星として活用されている。この技術は神舟4号による実験の成果が現れている。
大気圏再突入の際に管制官と神舟5号との連絡が取れなくなり、着陸誘導が行えなくなった。楊利偉中佐は生命の危機に直面したものの、光学方式による誘導に切り替えられ、当初の着陸目標地点より9キロメートルほど離れはしたが、2007年8月13日になって新華社が無事、着陸に成功したことを伝えた。
神舟5号には国際連合から贈られた国際連合の旗が搭載されており、帰還後は当時の国連事務総長コフィー・アナンに返還している。宇宙飛行中、楊利偉は中華人民共和国の国旗と国連旗をビデオカメラに向かって掲げている。

## 宇宙食
神舟5号には、宇宙食として八宝飯、魚香肉絲、宮保鶏丁といった中華料理が用意されたほか、漢方薬と滋養成分を配合した食後用のドリンクを用意していた。

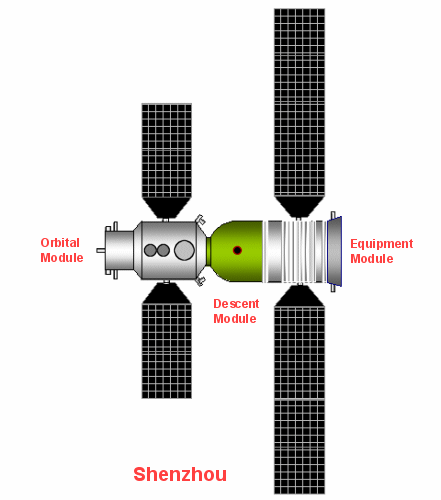
神舟5号
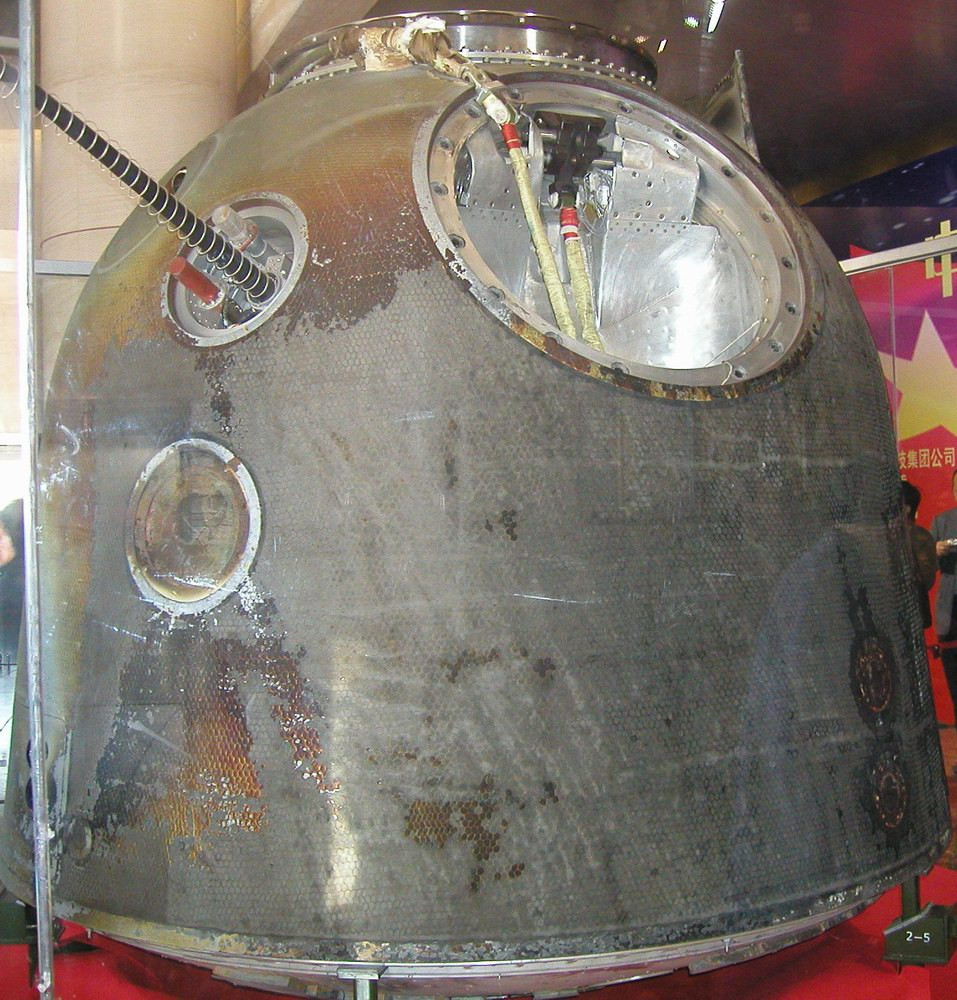
神舟5号の帰還モジュール
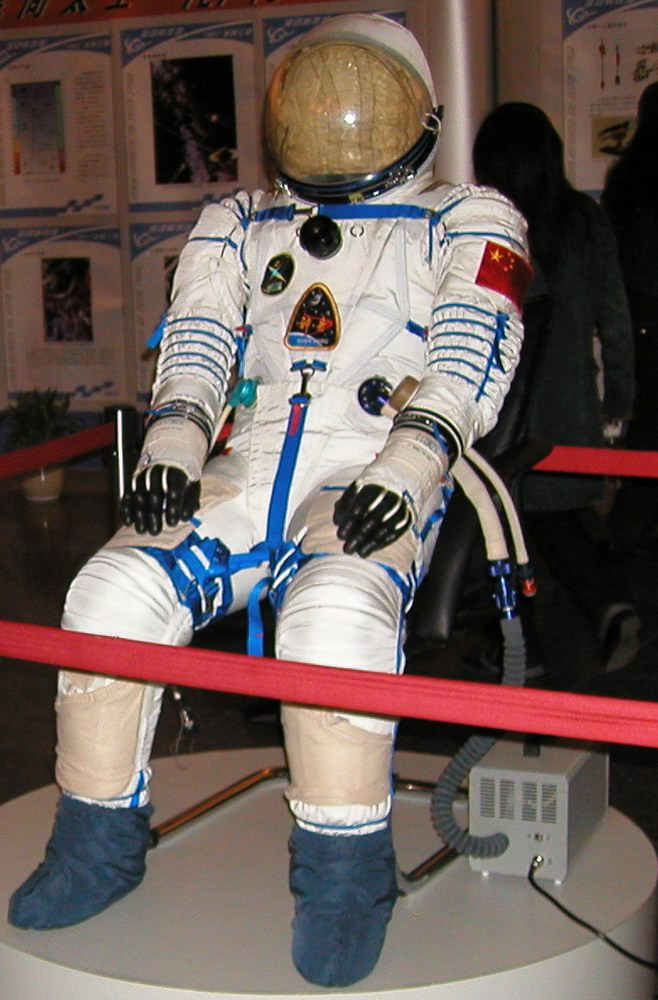
楊利偉の宇宙服